# FC Biolog-Novokubansk Progress
El FC Biolog-Novokubansk Progress (del ruso: «ФК Биолог-Новокубанск» поселок Прогресс) es un club de fútbol ruso de la ciudad de Novokubansk, fundado en 1995. El club disputa sus partidos como local en el estadio Progress y juega en la segunda división, el tercer nivel en el sistema de ligas ruso.

## Jugadores
Actualizado al 27 de agosto de 2012, según RFS (enlace roto disponible en Internet Archive; véase el historial, la primera versión y la última)..